# Brackenridgia ashleyi
Brackenridgia ashleyi is een pissebed uit de familie Trichoniscidae. De wetenschappelijke naam van de soort is voor het eerst geldig gepubliceerd in 2004 door Lewis.